# 淑媛
淑媛（韓語：숙원），是中國及朝鮮半島君主妃嫔的位號之一。中國三國時代曹魏文帝曹丕始設，為中國皇帝九嬪之一。晉至大唐沿用。屬國朝鮮也從宗主中國設淑媛，為國王的從四品妾封號。